# Knin
Knin és una ciutat de Croàcia, al comtat de Šibenik-Knin. Es troba prop del riu Krka. És una ciutat molt important quant a infraestructures, atès que hi passen les carreteres de Zadar, Split i Šibenik direcció Zagreb.

## Història

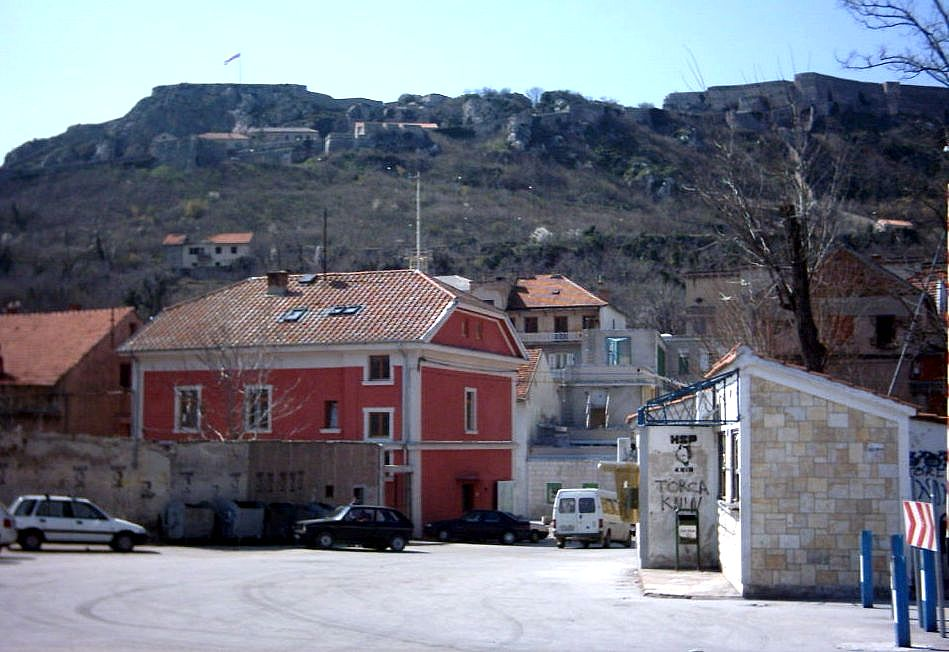
Vista de la fortalesa de Knin des del centre de la vila.

Prop de la vila actual hi havia una ciutat romana anomenada Burnum, que serví com a campament militar al segle i aC. Knin ja és mencionada al segle x a la història de Constantí VII com el centre d'una parròquia. El 1040 s'hi fundà una diòcesi i la seva jurisdicció s'estengué cap al riu Drava, amb el bisbe croata per líder. Knin també fou la capital del Regne de Croàcia l'any 1080 durant el govern del rei Dmitar Zvonimir.
Entre els segles X i xiii, la vila esdevingué una fortalesa militar, l'aspecte de la qual avui dia data del segle xviii, i és una de les construccions defensives més grans de Dalmàcia, i està dividida en les terres altes, mitjanes i baixes, connectades per ponts. La seva posició estratègica tingué un paper important en moltes guerres i traspassos de poder, començant amb els governadors de Croàcia durant el Regne, després al Regne d'Hongria, la República de Venècia, l'Imperi Otomà, Àustria i França.
El 29 de maig de 1522 la fortalesa de Knin caigué en poder de l'Imperi Otomà, i la derrota hongaresa en la batalla de Mohács de 1526, els nobles croats la van posar sota el poder de la Dinastia dels Habsburg. i la cultura croata fou desapareixent de la ciutat, que fou poblada per serbis i pels otomans. Un segle i mig més tard, l'11 de setembre de 1688, fou capturada per la República de Venècia. Subseqüentment, la població croata hi tornà parcialment i els franciscans hi construïren un monestir i una església el 1708.
Knin passà a ser part del patrimoni dels Habsburgs de Dalmàcia el 1797 segons el Tractat de Campo Formio. Després de la Declaració de Pau de Presburg el 1805, el Primer Imperi Francès prengué el poder de la ciutat i la incorporà a les Províncies Il·líriques el 1809. Envers el 1813 els austríacs reprengueren el control de la ciutat. Cap a finals del segle xix, com a part dels Habsburgs sobre Dalmàcia, Knin cresqué lentament fins a convertir-se en un centre comercial important, a més de ser una ciutat de rellevància en temes de carreteres. El 1867 Knin esdevingué un territori més de Dalmàcia, una entitat territorial ubicada dins de Cisletània. Després de la Primera Guerra Mundial passà a ser part de l'Estat dels Eslovens, Croats i Serbis el 1918, el qual es convertí en el Regne dels Serbis, Croats i Eslovens (i posteriorment Iugoslàvia.

### Guerra Croata d'Independència
Des de l'octubre de 1990, vuit mesos abans que Croàcia declarés la seva independència (el 25 de juny del 1991) de Iugoslàvia, Knin es convertí en la fortalesa principal dels serbis a la regió, convertint-se finalment en la capital no reconeguda internacionalment de la República Sèrbia de Krajina el 1991. Els líders de Krajina eren natius de Knin: Milan Martić, un antic inspector de policia més endavant sentenciat a 35 anys de presó pels crims de guerra, i Milan Babić, un dentista que després de declarar-se culpable de diversos crims de guerra se suïcidà. Els serbis tingueren el poder de la ciutat fins que fou envaïda per les forces croates durant l'Operació Tempesta el 5 d'agost de 1995.
La major part de la població ja havia abandonat la ciutat durant l'època en què l'exèrcit croat prengué el control de Knin. Hi hagué, tanmateix, morts de diversos civils serbis causades per l'exèrcit croat durant l'Operació Tempesta.
Al final de la guerra, la composició demogràfica de Knin consistí àmpliament en la influència dels refugiats croats de Bòsnia i d'antics membres de la milícia croata. Reemplaçaren majoritàriament els serbis, que se n'anaren de la ciutat durant l'Operació Tempesta.

## Demografia

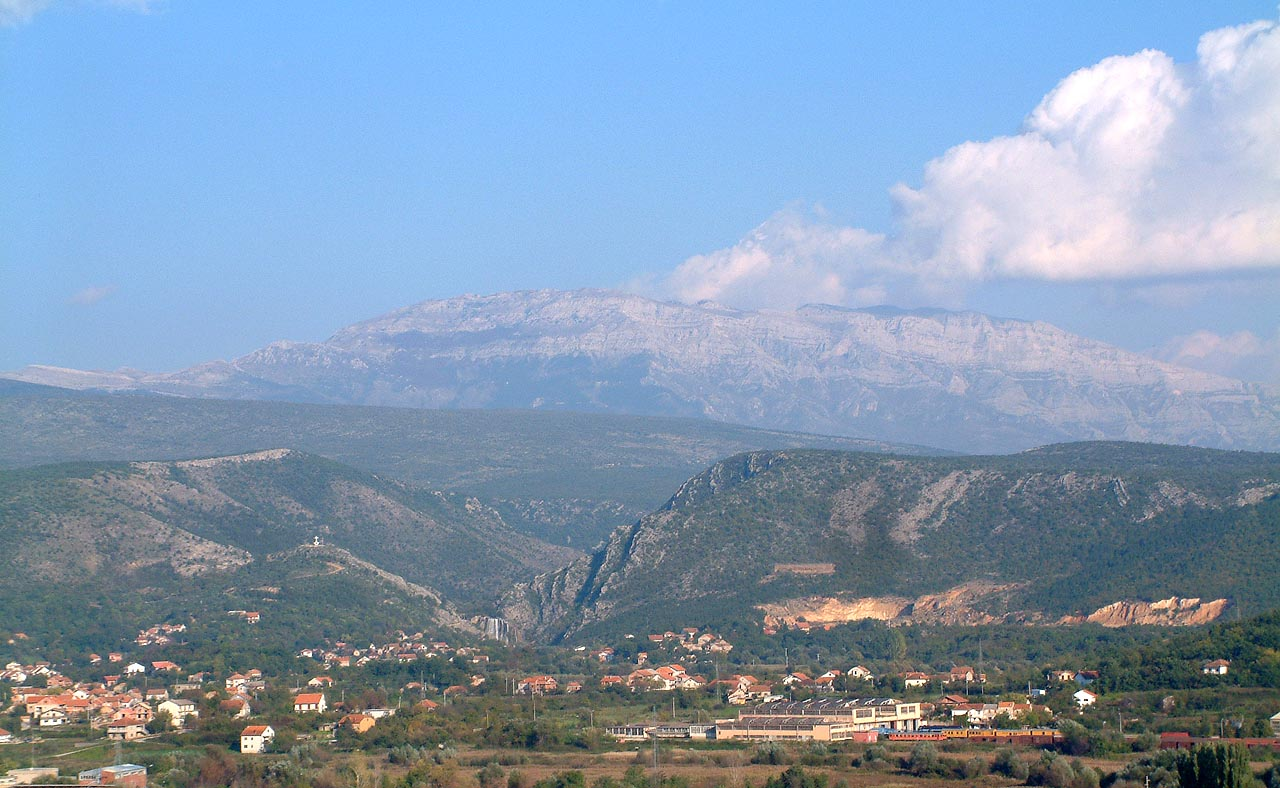
Muntanya de Dinara

El departament de geografia de la Universitat de Zadar publicà les dades següents sobre la població de la ciutat de Knin.
| Any  | Total  | Serbis | Croats | Altres |
| ---- | ------ | ------ | ------ | ------ |
| 1880 | n.d.   | 82.3%  | 15.1%  | 2.6%   |
| 1890 | n.d.   | 84.5%  | 14.5%  | 1.0%   |
| 1900 | n.d.   | 83.5%  | 14.3%  | 2.2%   |
| 1910 | n.d.   | 84.2%  | 14.4%  | 1.5%   |
| 1948 | 2242   | 84.7%  | 14.6%  | 0.7%   |
| 1953 | 3543   | 84.1%  | 14.5%  | 1.5%   |
| 1961 | 5116   | 82.1%  | 15.3%  | 2.6%   |
| 1971 | 7300   | 80.7%  | 15.2%  | 4.1%   |
| 1981 | 10.933 | 72.8%  | 11.3%  | 15.9%  |
| 1991 | 12.331 | 85.5%  | 10.3%  | 4.2%   |
| 2001 | 11.128 | 20.8%  | 76.5%  | 2.7%   |

nota: n.d. significa dades no disponibles.
Abans de la Guerra Croata d'Independència, el 87% de la població del municipi i el 79% de la població de la ciutat eren serbis. Després de la guerra la major part dels que no eren serbis abandonaren Knin, mentre que en els darrers dies de la guerra els serbis abandonaren la ciutat abans que fos presa per les forces croates.
Al cens del 2001, la població de Knin era d'11.128 persones a la ciutat i 15.190 al municipi, essent els croats la majoria (76,45%) amb un 20,8% de serbis.